# Kosovača
Kosovača je naseljeno mjesto u sastavu općine Osmaka, Republika Srpska, BiH.

## Stanovništvo
| Kosovača           |       |
| godina popisa      | 1991. |
| Srbi               | 138   |
| Muslimani          |       |
| Hrvati             |       |
| Jugoslaveni        |       |
| ostali i nepoznato | 1     |
| ukupno             | 138   |